# Livdebotnen
Der Livdebotnen ist ein Talkessel im ostantarktischen Königin-Maud-Land. Im Alexander-von-Humboldt-Gebirge des Wohlthatmassivs liegt er zwischen der Nordostseite des Flånuten und der Westseite des Botnfjellet.
Entdeckt und fotografiert wurde er bei der Deutschen Antarktischen Expedition (1938–1939) unter der Leitung Alfred Ritschers. Kartografisch erfasst wurde er mittels Luftaufnahmen, die bei der Dritten Norwegischen Antarktisexpedition (1956–1960) entstanden. Sein Name bedeutet ins Deutsche übersetzt so viel wie „Tal der Zuflucht“.